# Notolabrus
Notolabrus is een geslacht van vissen in de familie van de lipvissen (Labridae).

## Lijst van soorten
Volgens FishBase bestaat dit geslacht uit de soorten:
- Geslacht Notolabrus Russell, 1988
  - Notolabrus celidotus Bloch & Schneider, 1801
  - Notolabrus cinctus Hutton, 1877
  - Notolabrus fucicola Richardson, 1840
  - Notolabrus gymnogenis Günther, 1862
  - Notolabrus inscriptus Richardson, 1848
  - Notolabrus parilus Richardson, 1850
  - Notolabrus tetricus Richardson, 1840

## Referentie
- FishBase : Ed. Rainer Froese and Daniel Pauly. Versie december 2007. N.p.: FishBase, 2007.